# Kelechi Iheanacho
Kelechi Ịheanachọ, né le 3 octobre 1996 dans l'État d'Imo au Nigeria, est un footballeur international nigérian qui évolue au poste d'avant-centre au Middlesbrough.
Lors de la Coupe du monde des moins de 17 ans 2013, il remporte le Ballon d'or Adidas des moins de 17 ans récompensant le meilleur joueur du tournoi.

## Biographie

### Carrière en club

#### Taye Academy
Formé à la Taye Academy, il reçoit le titre de jeune le plus prometteur d'Afrique en janvier 2014 lors des CFA Awards.

#### Manchester City
Il rejoint Manchester City courant 2014 alors que Ferran Soriano et Txiki Begiristain, deux anciens du FC Barcelone travaillant pour City utilisent leurs relations pour qu'il puisse garder la forme en s'entraînant dans la ville de Barcelone. Durant l'été 2014, il prend part à la tournée américaine du club anglais lors de laquelle il rentre en jeu face à Kansas City et marque le quatrième but de son équipe lors d'une victoire 4 à 1. Il réitère l'exploit en marquant contre le Milan AC à l'occasion de l'International Champions Cup 2014. Dans la même compétition, le match face à Liverpool se terminant 2 à 2, les deux équipes sont amenées à disputer une séance de tirs au but. Après que Aleksandar Kolarov, Jesús Navas et Yaya Touré aient manqué leur coup, Iheanacho s'avance pour tenter sa chance et marque le seul tir au but de Manchester City qui s'incline donc 3 à 1.
Âgé de seulement 17 ans, il doit attendre d'être majeur pour accéder à un permis de travail, et il ne peut donc pas intégrer l'effectif de Manchester City en Angleterre. En attendant d'être assez âgé pour pouvoir rejoindre son club, il s'est notamment entraîné aux États-Unis avec les Columbus Crew.
Le 8 mai 2015, il aide les moins de 21 ans de Manchester City à remporter la première édition de la Premier League International Cup en marquant le seul but de la finale face au FC Porto. Le 12 septembre 2015, lors de la cinquième journée de Premier League entre Crystal Palace et Manchester City, il marque son premier but chez les pros (et le seul but du match) à la 90e minute soit une minute après son entrée en jeu. Il réalise une belle saison en tant que remplaçant. Il dispute 26 matchs de championnat, dont 7 en tant que titulaire, dans lesquels il inscrit 8 buts dont 2 doublés en fin de saison. En Coupe, il dispute 5 matchs pour 6 buts marqués et 3 passes décisives. Lors du succès contre Aston Villa 4-0 en quatrième tour de la FA Cup, il inscrit un triplé (son premier en carrière) et délivre une passe décisive. Il boucle sa saison avec une efficacité remarquable, signant un but toutes les 114 minutes ou encore une action décisive (but ou passe) toutes les 89 minutes.
La saison suivante, il marque un but et délivre une passe décisive face à Manchester United (2-1). Il inscrit également son premier but européen face au Borussia Mönchengladbach, remplacant Sergio Agüero en toute fin de match et inscrivant le dernier but de son équipe (victoire 4-0). Il récidive en coupe d'Europe face au Celtic. Il inscrit au cours de la saison son dixième but en championnat, en faisant l'un des rares joueurs à avoir marqué 10 fois avant l'âge de 20 ans, tout comme Ryan Giggs, Wayne Rooney ou Romelu Lukaku. 
Il fait partie des nommés pour le prix du Golden Boy en 2016, remporté cette année là par le Munichois Renato Sanches.

#### Leicester City
Le 3 août 2017, il rejoint Leicester City pour cinq saisons.
Lors de la saison 2020-2021, Il remporte la FA Cup.
Il remporte également le Community Shield en marquant le but décisif sur penalty contre son ancienne équipe, Manchester City.

### Carrière internationale
En automne 2013, il est sélectionné avec l'équipe du Nigeria des moins de 17 ans pour disputer la Coupe du monde des moins de 17 ans aux Émirats arabes unis. Lors du premier match de la compétition face au Mexique, il marque quatre des six buts de son équipe dans une victoire 6 à 1. Il finit la compétition soulier d'argent avec six buts au total et remporte le ballon d'or du tournoi.
En janvier 2015, Iheanacho est sélectionné avec les moins de 20 ans du Nigeria afin de participer à l'African Youth Championship au Sénégal, mais Manchester City ne le laisse pas rejoindre sa sélection pour cause de blessure.
Le 13 novembre 2015, Iheanacho est sélectionné pour la première fois avec la sélection nationale contre le Swaziland dans une double confrontation comptant pour le second tour de qualification à la Coupe du monde 2018. Il marque son premier but pour sa troisième apparition contre le Mali en amical. Pour sa première titularisation quelques jours plus tard il marque et délivre une passe décisive contre le Luxembourg. Il inscrit son premier but en match officiel contre la Tanzanie d'une frappe somptueuse dans un match sans enjeu comptant pour les qualifications à la CAN 2017.  Quelques semaines plus tard, le Nigeria commence le dernier tour de qualification pour la Coupe du monde. Lors du premier match de groupe, il inscrit un joli but contre la Zambie dans la victoire 2-1 des siens. 
Trois années plus tard, il est convoqué par Gernot Rohr pour disputer la Coupe du monde 2018 en Russie. Iheanacho disputera la totalité des matchs face à la Croatie, l'Islande et l'Argentine. Les Nigérians sortiront dès la phase de poules.
Lors de la phase finale de la Coupe d'Afrique des nations 2021, il marque le seul but du premier match victorieux 1 à 0 des Green Eagles face à l'Égypte.
Le 29 décembre 2023, il est retenu dans la liste des vingt-cinq joueurs nigérians sélectionnés par José Peseiro pour disputer la Coupe d'Afrique des nations 2023.

## Statistiques

### Statistiques générales
| Saison                | Club                  | Championnat           | Championnat | Championnat | Championnat | Coupe nationale | Coupe nationale | Coupe nationale | Coupe de la Ligue | Coupe de la Ligue | Coupe de la Ligue | Compétition(s) continentale(s) | Compétition(s) continentale(s) | Compétition(s) continentale(s) | Compétition(s) continentale(s) | Nigeria | Nigeria | Nigeria | Total | Total | Total |
| Saison                | Club                  | Division              | M.          | B.          | P.d.        | M.              | B.              | P.d.            | M.                | B.                | P.d.              | Comp.                          | M.                             | B.                             | P.d.                           | M.      | B.      | P.d.    | M.    | B.    | P.d.  |
| 2015-2016             | Manchester City       | Premier League        | 26          | 8           | 1           | 3               | 4               | 1               | 2                 | 2                 | 2                 | C1                             | 4                              | 0                              | 0                              | 4       | 2       | 2       | 39    | 16    | 6     |
| 2016-2017             | Manchester City       | Premier League        | 20          | 4           | 3           | 3               | 1               | 0               | 2                 | 0                 | 0                 | C1                             | 4                              | 2                              | 0                              | 6       | 4       | 0       | 35    | 11    | 3     |
| Sous-total            | Sous-total            | Sous-total            | 46          | 12          | 4           | 6               | 5               | 1               | 4                 | 2                 | 2                 | -                              | 8                              | 2                              | 0                              | 10      | 6       | 2       | 74    | 27    | 9     |
| 2017-2018             | Leicester City        | Premier League        | 21          | 3           | 3           | 5               | 4               | 0               | 2                 | 1                 | 1                 | -                              | -                              | -                              | -                              | 11      | 2       | 2       | 39    | 10    | 6     |
| 2018-2019             | Leicester City        | Premier League        | 30          | 1           | 3           | 1               | 0               | 0               | 4                 | 1                 | 0                 | -                              | -                              | -                              | -                              | 4       | 0       | 0       | 39    | 2     | 3     |
| 2019-2020             | Leicester City        | Premier League        | 20          | 5           | 4           | 2               | 1               | 0               | 4                 | 4                 | 0                 | -                              | -                              | -                              | -                              | -       | -       | -       | 26    | 10    | 4     |
| 2020-2021             | Leicester City        | Premier League        | 25          | 12          | 2           | 6               | 4               | 1               | 1                 | 0                 | 0                 | C3                             | 7                              | 3                              | 1                              | 8       | 1       | 1       | 47    | 20    | 5     |
| 2021-2022             | Leicester City        | Premier League        | 26          | 4           | 5           | 1               | 1               | 0               | 3                 | 1                 | 0                 | C3+C4                          | 4+8                            | 0+2                            | 0+0                            | 10      | 3       | 1       | 52    | 11    | 6     |
| 2022-2023             | Leicester City        | Premier League        | 27          | 5           | 5           | 3               | 2               | 0               | 4                 | 0                 | 0                 | -                              | -                              | -                              | -                              | 3       | 1       | 0       | 37    | 8     | 5     |
| 2023-2024             | Leicester City        | Championship          | 23          | 5           | 1           | 1               | 0               | 0               | 2                 | 1                 | 1                 | -                              | -                              | -                              | -                              | 8       | 2       | 1       | 34    | 8     | 3     |
| Sous-total            | Sous-total            | Sous-total            | 172         | 35          | 22          | 19              | 13              | 1               | 21                | 8                 | 2                 | -                              | 18                             | 5                              | 1                              | 44      | 9       | 5       | 274   | 70    | 31    |
| 2024-2025             | FC Séville            | Liga                  | 9           | 0           | 0           | 2               | 3               | 0               | -                 | -                 | -                 | -                              | -                              | -                              | -                              | 2       | 0       | 0       | 13    | 3     | 0     |
| Sous-total            | Sous-total            | Sous-total            | 9           | 0           | 0           | 2               | 3               | 0               | 0                 | 0                 | 0                 | -                              | 0                              | 0                              | 0                              | 2       | 0       | 0       | 13    | 3     | 0     |
| Total sur la carrière | Total sur la carrière | Total sur la carrière | 223         | 47          | 27          | 27              | 21              | 2               | 25                | 10                | 4                 | -                              | 26                             | 7                              | 1                              | 56      | 15      | 7       | 357   | 100   | 41    |

### Buts en sélection
| But | Date               | Lieu                                                   | Adversaire | Résultat | Compétition                                    |
| --- | ------------------ | ------------------------------------------------------ | ---------- | -------- | ---------------------------------------------- |
| 1   | 27 mai 2016        | Stade Robert-Diochon, Rouen, France                    | Mali       | V 1-0    | Match amical                                   |
| 2   | 31 mai 2016        | Stade Josy Barthel, Luxembourg City, Luxembourg        | Luxembourg | V 1-3    | Match amical                                   |
| 3   | 3 septembre 2016   | Akwa Ibom Stadium (en), Uyo, Nigeria                   | Tanzanie   | V 1-0    | Éliminatoires Coupe d'Afrique des nations 2017 |
| 4   | 9 octobre 2016     | Levy Mwanawasa Stadium, Ndola, Zambie                  | Zambie     | V 1-2    | Éliminatoires Coupe du monde 2018              |
| 5   | 23 mars 2017       | The Hive Stadium (en), Londres, Angleterre             | Sénégal    | N 1-1    | Match amical                                   |
| 6   | 1er septembre 2017 | Godswill Akpabio International Stadium, Uyo, Nigeria   | Cameroun   | V 4-0    | Éliminatoires Coupe du monde 2018              |
| 7   | 14 novembre 2017   | Stade FK Krasnodar, Krasnodar, Russie                  | Argentine  | V 2-4    | Match amical                                   |
| 8   | 13 octobre 2020    | Jacques Lemans Arena, Sankt Veit an der Glan, Autriche | Tunisie    | 1-1      | Match amical                                   |

## Palmarès

### En club
|  |  | Manchester City - Carabao Cup - Vainqueur : 2016 Leicester City - FA Cup - Vainqueur : 2021 - Community Shield - Vainqueur : 2021 - EFL Championship - Champion : 2024 |

### En sélection nationale
|  |  | Nigeria U17 - Coupe du monde des moins de 17 ans - Vainqueur : 2013 |